# 喀拉業山
カラヘエ山（カラヘエさん）は、台湾の新竹県尖石郷と宜蘭県大同郷の境界部にある標高3,133mの山である。台湾百岳における武陵四秀の一つである。

## 概要
山名はタイヤル語で「B'bu' Krhi」、日本語の漢字では「加留坪山」という訳語が使用された。 
喀拉業山は邊古嚴山と桃山のほぼ中間に位置し、台湾百岳の中で85位だった。雪山山脈は鼻頭角から稜線沿いにカラヘエ山へ、初の標高3000m超えであり、山頂には二等三角点がある。